# 田淵安一
田淵 安一（たぶち やすかず、1921年5月20日 - 2009年11月24日）は、福岡県小倉市（現・北九州市）出身の抽象画家。

## 経歴
1921年に福岡県小倉市（現・北九州市）に生まれ、母親の影響で幼少時からオーブリー・ビアズリーやラファエル前派などに親しんだ。1941年に第三高等学校（現・京都大学）文科丙類に入学。中学時代から絵画制作を行っており、三高在学中の1942年と1943年には京都市美術展に入選している。1943年には学徒動員で日本国海軍に入隊し、米子海軍航空基地で太平洋戦争終戦を迎えた。
終戦直後の1945年には東京大学文学部美術史学科に入学して猪熊弦一郎に師事し、1948年には東京大学大学院に進学した。ウジェーヌ・ドラクロワ以降のフランス美術を研究、新制作派協会展に作品を出品し続け、新制作派協会展では1947年の第11回と1949年の第13回で入選、第13回では岡田賞を受賞している。
1951年には金山康喜、関口俊吾とともにフランスに渡り、私費留学生としてソルボンヌ大学に在籍。最初の2年間は作品制作よりもヨーロッパ各地を旅行することに熱心だった。フランスで活動していた佐野繁次郎、岡本太郎、菅井汲、今井俊満らと交友し、前衛芸術運動コブラやジャン・ミシェル・アトランなどの抽象画家を知った。渡仏当初は具象的な作品を制作していたが、やがて当時のヨーロッパ画壇で主流だった抽象表現主義の作風に変化した。1954年にデンマーク・コペンハーゲンのノアノア画廊で初の個展を開催し、1955年にはサロン・ド・メに初めて招待された。
1959年にはパリ郊外のヴォアランに転居。1961年には10年ぶりに日本に帰国し、東南アジアとインドを旅行してからパリに戻った。1967年に第1回インド・トリエンナーレに出品した際にはインド中央部を旅行して影響を受け、以後は鮮やかな原色を多用して具象・抽象の枠を超えた作品を制作するようになった。1971年にはアルネ・ヤコブセンが設計したデンマーク・コペンハーゲンのアメリカン・エキスプレス社屋の陶壁画を制作。
1985年にはフランス政府より芸術文化勲章オフィシエを受章している。1993年には大阪南港のアジア太平洋トレードセンター(ATC)の巨大壁画(2,900m2)を制作。長らくパーキンソン病を患い、2009年11月24日にパリの自宅で死去した。88歳だった。

## 展覧会
- 1954年 「パリの日本人展」レーヴァークーゼン市立美術館（西ドイツ・レーヴァークーゼン）[3]
- 1963年 「現代絵画の動向展」東京国立近代美術館
- 1966年 「第7回現代日本美術展」東京都美術館 : 優秀賞
- 1969年 「多賀谷伊徳 田淵安一展」北九州市立八幡美術館
- 1979年 「現代の作家1 田淵安一、湯原和夫、吉原英雄」国立国際美術館
- 1982年 「田淵安一展」北九州市立美術館
- 1984年 「金山康喜、菅井汲、田淵安一、野見山暁治展」富山県立近代美術館
- 1990年 「田淵安一展 輝くイマージュ」O美術館
- 1996年 「田淵安一展 宇宙庭園」神奈川県立近代美術館本館
- 2006年 「田淵安一 かたちの始まり、あふれる光」神奈川県立近代美術館葉山館

出典 : 東京文化財研究所

## 著書
- 『西欧人の原像』人文書院, 1976年
- 『西欧の素肌 ヨーロッパのこころ』新潮社, 1979年
- 『二面の鏡』筑摩書房, 1982年
- 『アペリチフをどうぞ パリ近郊からの便り』読売新聞社, 1985年
- 『イデアの結界 西欧的感性のかたち』人文書院, 1994年
- 『ブルターニュ 風と沈黙』人文書院, 1996年
- 『西の眼 東の眼』新潮社, 2001年

出典 : 東京文化財研究所